# Pelourinho de Constância
O Pelourinho de Constância situa-se na actual Praça Alexandre Herculano, em Constância.
Foi construído em 1821, em substituição do que foi destruído durante as invasões francesas.[carece de fontes?]
Este pelourinho apresenta uma base com dois degraus octagonais, sobre a qual assenta uma coluna encimada por um capitel jónico, que termina com uma esfera armilar em ferro forjado.
À volta da base do pelourinho podemos observar oito frades, colocados no início do século XX.
Está classificado como Imóvel de Interesse Público desde 1933.